# Bayano Cuna
Bayano Cuna, jedno od kopnenih plemena Cunan Indijanaca s gornjeg toka rijeke Río Bayano u istočnoj Panami. Govore jednim od dijalekata jezika san blas cuna a žive na vlastitom rezervatu Bayano Cuna Madugundi, utemeljnom za njih 1996.
Bayano nije i ime diajlekta, nego samo podgrupe kopnenih Cuna.